# Élections législatives de 1956 dans le Jura
Les élections législatives françaises de 1956 se tiennent le 2 janvier. Ce sont les dernières élections législatives de la Quatrième république, après les élections de novembre 1946 et de juin 1951.

## Mode de scrutin
L'Assemblée nationale est composée de 626 sièges pourvus au scrutin proportionnel plurinominal suivant la règle de la plus forte moyenne dans le cadre départemental, sans panachage.
Le vote préférentiel est admis, en inscrivant un numéro d'ordre en face du nom d'un, de plusieurs ou de tous les candidats de la liste. Mais l'ordre ne pourra être modifié que si au moins la moitié des suffrages portés sur la liste est numéroté. Dans les faits les modifications ne dépasseront jamais les 7%.
La loi électorale du 7 mai 1951, dite loi des apparentements, reste en vigueur. Elle permet à la base une répartition des sièges à la représentation proportionnelle dans le département, mais si des listes « apparentées » avant le déroulement du scrutin obtiennent ensemble une majorité absolue de suffrages exprimés, elles reçoivent directement tous les sièges à pourvoir.
Dans le département du Jura, trois députés sont à élire.

## Élus
| Député sortant   | Parti | Parti | Député élu ou réélu | Parti | Parti |
| ---------------- | ----- | ----- | ------------------- | ----- | ----- |
| André Barthélémy |       | PCF   | André Barthélémy    |       | PCF   |
| Edgar Faure      |       | RGR   | Edgar Faure         |       | RGR   |
| Charles Viatte   |       | MRP   | Charles Viatte      |       | MRP   |

## Résultats

### Résultats à l'échelle du département
- Un unique apparentement regroupe les deux listes poujadistes.

Les listes barrées se sont retirées avant le jour du vote, mais restent enregistrées.
| Parti    | Parti             | Tête de liste      | Résultats | Résultats | Appar. | Appar. | Sièges |
| Parti    | Parti             | Tête de liste      | Voix      | %         | Voix   | %      | Nb.    |
| -------- | ----------------- | ------------------ | --------- | --------- | ------ | ------ | ------ |
|          | RGR-CNIP          | Edgar Faure        | 39 260    | 35,22     | -      | -      | 1      |
|          | MRP-CNIP-Rép. soc | Charles Viatte     | 23 388    | 20,98     | -      | -      | 1      |
|          | PCF               | André Barthélémy   | 20 410    | 18,31     | -      | -      | 1      |
|          | SFIO              | André Socié        | 14 219    | 12,76     | -      | -      | -      |
|          | UFF               | Jean Vitrey        | 11 015    | 9,88      | 8 784  | 7,88   | -      |
|          | Déf. int agri     | Georges Jouvenceau | 11 015    | 9,88      | 2 231  | 2,00   | -      |
|          | MLP               | Henri Rémy         | 1 863     | 1,63      | -      | -      | -      |
|          | CNIG              | Émile Caniffi      | 0         | 0,00      | -      | -      | -      |
|          | PRRES             | André Poznanski    | 0         | 0,00      | -      | -      | -      |
|          | CRAP              | Jacqueline Trocmé  | 0         | 0,00      | -      | -      | -      |
|          | RGRIF             | Georges Curtil     | 0         | 0,00      | -      | -      | -      |
|          |                   |                    |           |           |        |        |        |
| Inscrits | Inscrits          | Inscrits           | 139 798   | 100,00    |        |        | 3      |
| Votants  | Votants           | Votants            | 113 121   | 80,92     |        |        |        |
| Exprimés | Exprimés          | Exprimés           | 111 459   | 98,53     |        |        |        |